# BMW 3200 CS
BMW 3200 CS är en personbil, tillverkad av den tyska biltillverkaren BMW mellan 1962 och 1965.
På bilsalongen i Frankfurt 1961 presenterades BMW 3200 CS, den sista utvecklingen av 1950-talets ”barockängel”. Bilen delade chassi med 502-modellen, medan karossen ritades och byggdes av italienska Bertone. Den eleganta coupén såldes i mycket blygsamma volymer och när efterfrågan på BMW:s fyrcylindriga 1500-modell tog fart, avslutades den olönsamma tillverkningen.

## Motor
| Modell  | Motor             | Cylindervolym | Effekt | Bränslesystem    |
| ------- | ----------------- | ------------- | ------ | ---------------- |
| 3200 CS | 8-cyl V-motor ohv | 3168 cm³      | 160 hk | Dubbla förgasare |